# Durfort-et-Saint-Martin-de-Sossenac
 Durfort-et-Saint-Martin-de-Sossenac  es una población y comuna francesa, en la región de Languedoc-Rosellón, departamento de Gard, en el distrito de Le Vigan y cantón de Sauve.
Durfort es una villa medieval, edificada según un esquema circular, denominado Circulade, característico de otras localidades del Languedoc.

## Demografía
| 471 | 454 | 410 | 388 | 492 | 595 |
| Para los censos de 1962 a 1999 la población legal corresponde a la población sin duplicidades (Fuente: INSEE [Consultar]) |     |     |     |     |     |